# Iglesia de Santa María (Olesa de Montserrat)
La iglesia de Santa María de Olesa es la iglesia parroquial de la población de Olesa de Montserrat. Se encuentra situada en el punto más alto del núcleo antiguo de la villa, en el mismo lugar que se edificó el Castillo de Olesa, del cual quedan algunos vestigios.

## Historia

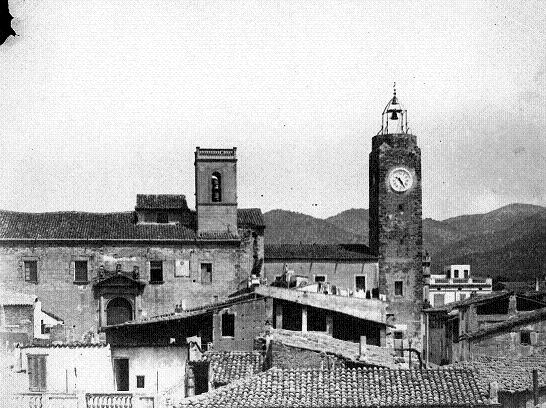
Vista de la iglesia (antes de 1936)

Correspondía secularmente al obispado de Barcelona, la iglesia de Olesa es una de las más antiguas del obispado de San Feliu. La primera mención hasta el momento conocida es un documento del año 1012 pero la iglesia debía existir mucho antes, seguramente desde el siglo X, bajo la advocación de Santa María y San Juan de Olesa.
Sabemos que en el año 1110 la familia noble de los Castellví se implicó en la construcción de un nuevo templo románico que fue consagrado por el obispo de Barcelona Guillem de Torroja el 24 de enero de 1147. 
Al cabo de dos siglos escasos la iglesia ya había quedado pequeña y en el año 1342 el obispo Ferrer de Abella autorizó la construcción de un nuevo templo.
En 1359 el prior de Montserrat Jaume de Viveros compró al rey Pedro IV el Ceremonioso la jurisdicción civil y criminal y el mixto imperio de Olesa de Montserrat, junto con el castillo y ermita de San Pedro Sacama. Con ello el monasterio de Montserrat alcanzó el dominio total de la villa de Olesa y el prior en primer lugar y posteriormente el abad de Montserrat, pasaron a ejercer al mismo tiempo de barón de la villa y rector de la parroquia. En 1425 se bendijo el retablo mayor de estilo gótico.
A finales del siglo XVI la iglesia volvió a quedarse pequeña y en 1589, por determinación del Consejo de la Villa de Olesa, se decidió emprender un nuevo proyecto de ampliación del templo parroquial. Esta nueva iglesia constaba de tres naves, la central era la principal y estaba cubierta por una sucesión de bóvedas de ojivas unidas por claves de bóveda y colocadas entre arcos torales de medio punto. En el centro de esta nave había un órgano de tubos del siglo XVII (bendecido en 1672), obra del organista Pedro Carrera, y en el ábside se encontraba el retablo mayor de estilo renacentista.
El antiguo retablo mayor, contratado en el año 1632, fue realizado por Pau Boixadell y Joan Generes, los mejores artesanos de la escuela de Manresa. Sobre una base de piedra pulida negra se levantaban tres pisos donde estaban situadas, según una pensada disposición, las imágenes en talla de los apóstoles y relieves con los misterios de la vida de la Virgen. El cuerpo central inferior estaba presidido por el sagrario y sobre él estaba la grandiosa imagen de la Asunción de María. Según estudio de Mn. Lluís Feliu toda la obra del retablo, estaba policromada, pero la mejor obra era la imagen de la Asunción de María, obra del escultor Josep Ratés. Esta iglesia fue destruida el 21 de julio de 1936.
Aunque una primera reconstrucción se realizó entre 1940 y 1945, la obra de la iglesia quedó rodeada de un cierto aire de provisionalidad. Por iniciativa del párroco Lluís Sitjà en el año 1955 se iniciaron las obras de construcción de un nuevo templo parroquial más amplio. Esto conllevó al derrumbe de buena parte de las estructuras que se habían salvado el año 1936.
La obra del nuevo templo finalizó en 1956. Posteriormente se construyó el Baptisterio, la capilla del Santísimo y la Sacristía.
En 2008, tras años de trabajo por parte de la parroquia de Santa María y la Asociación de Amigos del Órgano y de las Artes de Olesa, se
inauguró el nuevo órgano de tubos en la iglesia, obra del maestro organista Juan Carlos Castro que preside el presbiterio de la
iglesia.